# Laurisilva

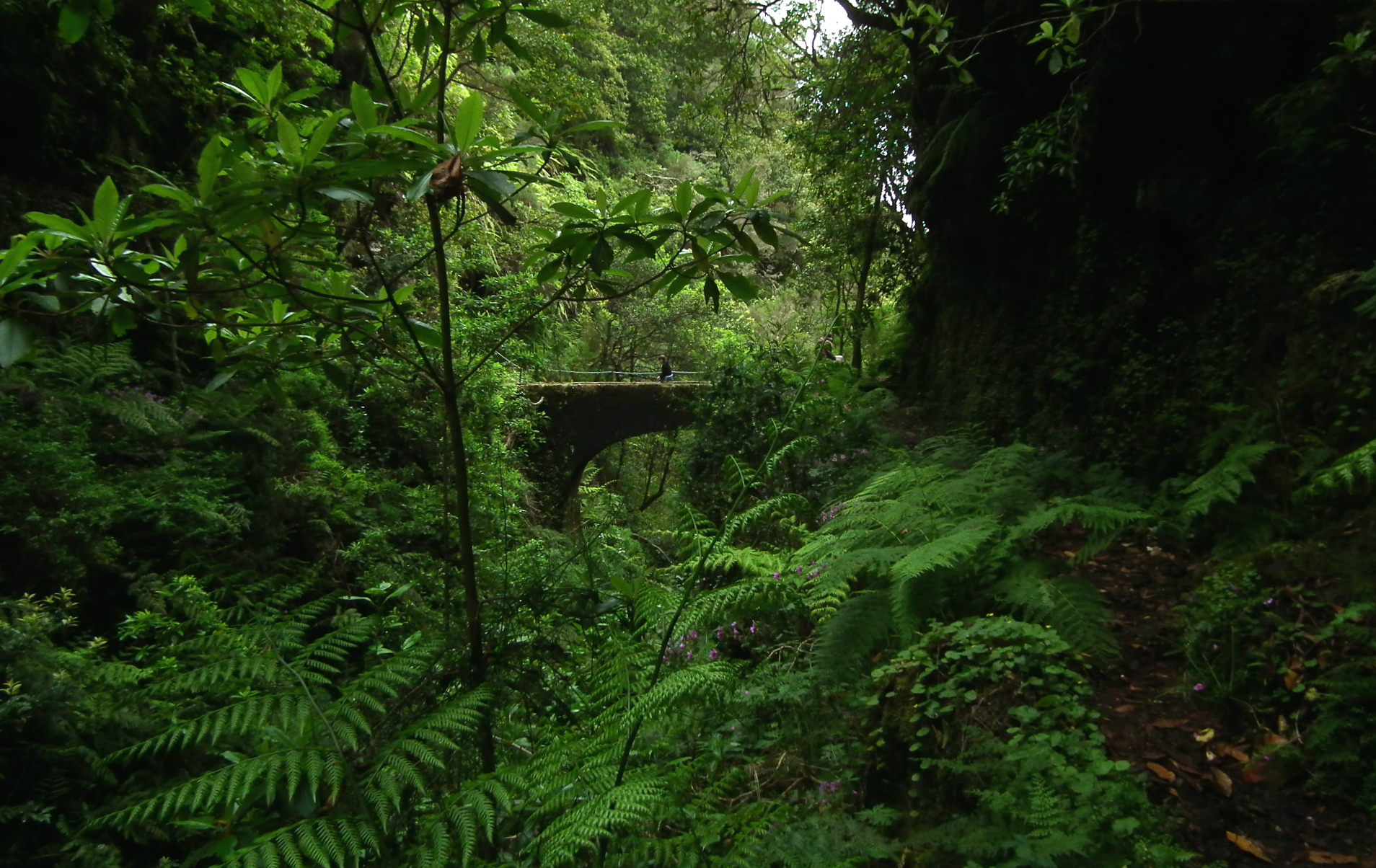
Laurisilva nell'isola di Madera

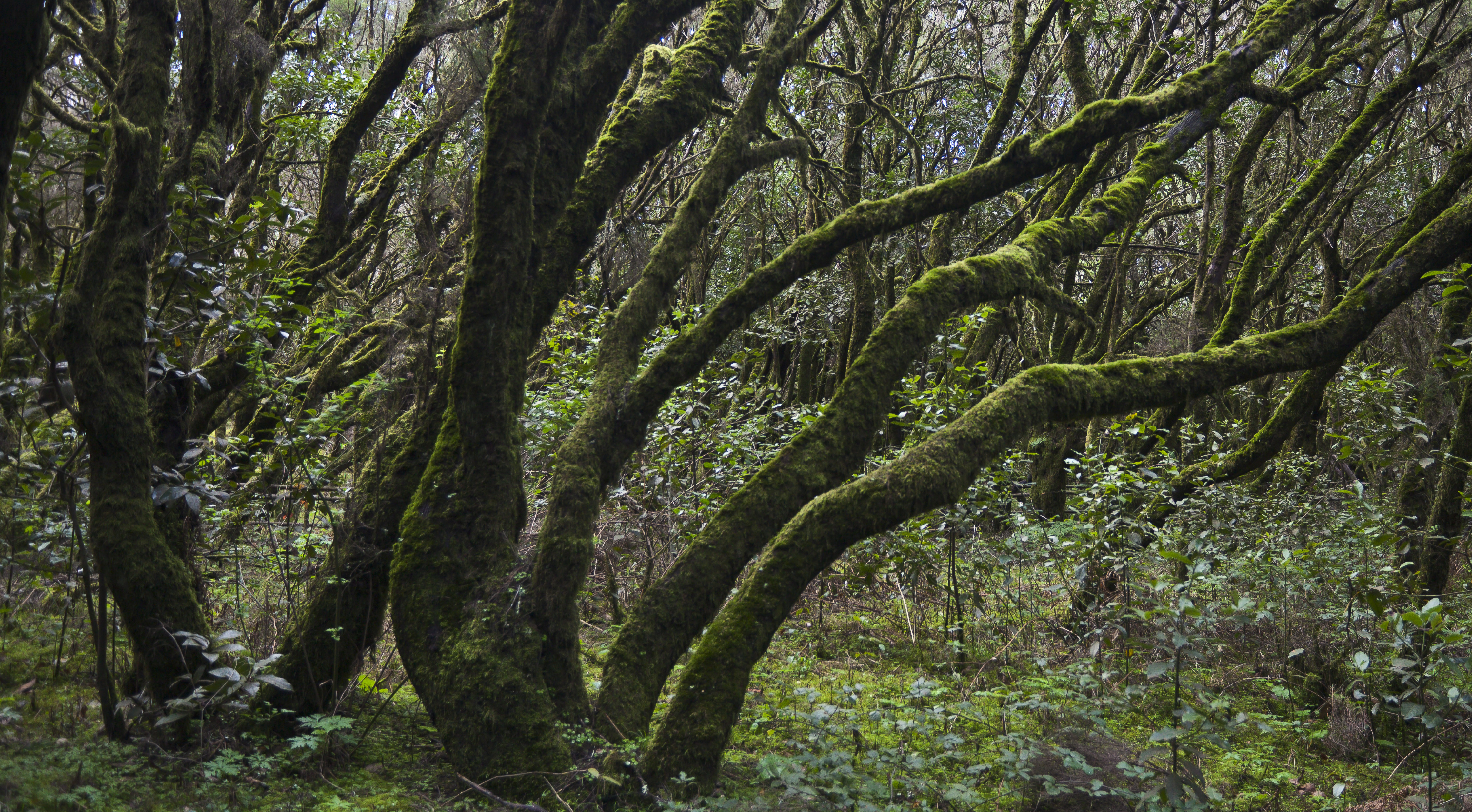
Laurisilva nell'isola di La Gomera

La laurisilva o laurissilva ("foresta di lauri") è una tipologia di foresta sempreverde tropicale che si trova in aree con elevata umidità e temperature stabilmente calde, tipica ad esempio delle isole della Macaronesia, così chiamata per la predominanza, in alcune zone, di specie della famiglia delle Lauraceae.
La laurisilva è caratterizzata da latifoglie sempreverdi, con foglie lucide ed allungate, dette "laurofille" o "lauroidi". Le piante della famiglia dell'alloro (Lauraceae) possono essere presenti o meno, a seconda della posizione geografica della foresta.

## Ecologia
Le laurisilve hanno una distribuzione irregolare nelle regioni temperate calde, occupando spesso rifugi topografici dove l'umidità dell'oceano si condensa e cade sotto forma di pioggia o nebbia e i terreni hanno livelli di umidità elevati. Hanno un clima mite, sono raramente esposte a incendi o gelate e si trovano in terreni relativamente acidi. La produzione primaria è elevata, ma può essere limitata da una mite siccità estiva. Le chiome sono sempreverdi, dominate da specie con foglie lucide o coriacee e con moderata diversità arborea. Gli insetti sono gli erbivori più importanti, ma uccelli e pipistrelli sono i principali agenti di diffusione di semi e gli impollinatori predominanti. Decompositori come invertebrati, funghi e popolazione microbica del suolo sono fondamentali per il ciclo dei nutrienti.
Alcune laurisilve sono un tipo di foresta pluviale. Le foreste pluviali si trovano sui pendii delle montagne dove la densa umidità del mare o dell'oceano viene precipitata mentre le masse d'aria calda e umida che soffiano dall'oceano vengono spinte verso l'alto dal terreno, che raffredda la massa d'aria fino al punto di rugiada. L'umidità nell'aria si condensa sotto forma di pioggia o nebbia, creando un habitat caratterizzato da condizioni fresche e umide nell'aria e nel suolo. Il clima che ne deriva è umido e mite, con l'oscillazione annuale della temperatura moderata dalla vicinanza dell'oceano.

## Caratteristiche
Le foreste sono composte da lauri sempreverdi che raggiungono i 40 metri di altezza. Sono una preziosa reliquia delle foreste plioceniche subtropicali.
Le foreste della Macaronesia sono resti di una vegetazione che originariamente copriva buona parte del bacino del Mediterraneo, quando il clima della regione era più umido. Quando iniziò a ritirarsi il mar Mediterraneo durante il pliocene, le foreste regredirono, rimpiazzate da vegetazione più resistente alla siccità. La laurisilva rimasta attorno al Mediterraneo scomparve circa 10 000 anni fa, verso la fine del pleistocene, nonostante ne esista ancora qualche esempio nelle zone montuose della Spagna meridionale, nel centro-nord del Portogallo, nel nord del Marocco ed in circoscritte aree umide, generalmente forre e zone circa-ripariali o valloni tra i rilievi collinari prossimi alla costa, sia nella Penisola Balcanica che lungo tutti gli Appennini meridionali in Italia, sotto forma di boschi relitti con forte prevalenza di poche specie predominanti e molto rappresentate come l'agrifoglio, che riesce a spingersi anche a quote piuttosto elevate, resistendo bene anche a gelate piuttosto intense e durature. Nonostante la laurisilva presente sulla penisola italiana sia spesso in forte contrazione e via di sparizione a causa di un progressivo inaridimento dovuto sia alla regimazione delle acque fluviali che ad un innalzamento delle temperature; in alcuni contesti questa riesce a preservarsi stabilmente grazie a particolari condizioni microclimatiche: ad esempio in Calabria lungo tutta la Catena Paolana, seppur non sempre in piena purezza ma frammiste ad altre specie arboree caducifoglie, formando comunità vegetali più complesse, specie nelle zone di Ecotono tra la Laurisilva ed il Bosco Deciduo prevalente. Due specie tipiche della laurisilva (alloro e agrifoglio) rimangono molto comuni nella parte meridionale dell'Europa. La posizione della Macaronesia permette di mitigare le fluttuazioni climatiche, mantenendo l'umidità ed un clima temperato che permette alle foreste di sopravvivere anche oggi.

## Distribuzione
Le condizioni di temperatura e umidità necessarie per lo sviluppo delle laurisilve si verificano in quattro diverse regioni geografiche:
- Lungo il margine orientale dei continenti a latitudini da 25° a 35°.
- Lungo le coste continentali occidentali tra 35° e 50° di latitudine.
- Sulle isole tra 25° e 35° o 40° di latitudine.
- Nelle regioni umide montane dei tropici.

In precedenza la laurisilva copriva buona parte delle Azzorre e di Madera, oltre a parte delle Canarie occidentali, ma vennero ridotte in seguito al disboscamento, allo sviluppo dell'agricoltura e del pascolo, ed all'invasione di specie native di altre regioni.

### Laurisilva di Madera
La parte più grande dell'attuale laurisilva si trova a Madera, dove si spande su un'altitudine che va dai 300 ai 1400 metri d'altezza sul versante settentrionale, coprendo 149,5 km². La laurisilva di Madera è stata dichiarata patrimonio dell'umanità dall'UNESCO nel 1999.

### Laurisilva delle Canarie
Le formazioni più estese di laurisilva delle Canarie si trovano a:
- La Gomera, nel parco nazionale di Garajonay, dichiarato Patrimonio dell'umanità dall'UNESCO nel 1986;[5]
- Tenerife, nel massiccio di Anaga, dichiarato Riserva della biosfera nel 2015[6], e il Monte del Agua, dentro il Parco rurale di Teno;
- La Palma, il Canal y Los Tilos, dichiarato Riserva della biosfera nel 1983;[7]
- piccoli lembi degradati sopravvivono inoltre a Gran Canaria (Los Tilos de Moya, nel Parco rurale di Doramas) e a El Hierro (zona alta di El Golfo).

### Laurisilva delle Azzorre
Nelle Azzorre si trovano piccoli appezzamenti di laurisilva sull'isola di Pico, a Terceira e sull'isola di São Miguel.

### Altre aree di Laurisilva

#### Africa
Nella laurisilva afromontana le Lauracee sono meno dominanti, limitate ai generi Ocotea e Beilschmiedia; le fagacee sono assenti, e le specie preponderanti sono: Apodytes dimidiata, Ilex mitis, Nuxia congesta, N. floribunda, Kiggelaria africana, Prunus africana, Rapanea melanophloeos, Halleria lucida, Ocotea bullata e Xymalos monospora, nonché due conifere: Afrocarpus falcatus e Podocarpus latifolius.
Lembi più o meno estesi di laurisilva afromontana si trovano nelle seguenti ecoregioni dell'ecozona afrotropicale:
- Foreste montane della faglia albertina (Repubblica Democratica del Congo, Burundi, Ruanda, Tanzania, Uganda)
- Foreste degli altopiani del Camerun (Camerun, Nigeria)
- Foreste montane dell'Africa orientale (Kenya, Sudan del Sud, Tanzania, Uganda)
- Foreste dell'Arco orientale (Tanzania, Kenya)
- Foreste montane dell'Etiopia (Gibuti, Eritrea, Etiopia, Somalia, Sudan)
- Foreste montane del golfo di Guinea (Guinea, Costa d'Avorio, Liberia, Sierra Leone)
- Foreste montane di Knysna-Amatole (Sudafrica)
- Foreste montane del Monte Camerun e di Bioko (Camerun, Guinea Equatoriale)
- Praterie e boscaglie altimontane dei monti dei Draghi (Lesotho, Sudafrica)

### America

#### Messico e America Centrale
- Foreste montane dell'America centrale (El Salvador, Guatemala, Honduras, Nicaragua)
- Foreste montane del Chiapas (Messico e Guatemala)
- Foreste montane del Chimalapas (Messico)
- Foreste montane di Oaxaca (Messico)
- Foreste montane di Talamanca (Costa Rica, Panama)
- Foreste montane di Veracruz (Messico)

#### Cile e Argentina
- Foreste temperate valdiviane, o Laurisilva valdiviana.[9]

### Asia

#### Asia orientale
- Foreste sempreverdi subtropicali del Jiangnan (Cina)
- Foreste montane Chin Hills-Arakan Yoma (Birmania)
- Foreste di latifoglie dell'Himalaya orientale (Bhutan, India, Nepal)
- Foreste miste e di latifoglie dell'altopiano del Guizhou (Cina)
- Foreste sempreverdi del Nihonkai (Giappone)
- Foreste pluviali della Cordigliera Annamita settentrionale (Laos, Vietnam)
- Foreste subtropicali dell'Indocina settentrionale (Cina, Laos, Birmania, Thailandia, Vietnam)
- Foreste subtropicali del Triangolo d'Oro settentrionale (Birmania)
- Foreste sempreverdi subtropicali Cina meridionale-Vietnam (Cina, Vietnam)
- Foreste sempreverdi della Corea del Sud (Corea del Sud)
- Foreste sempreverdi del Taiheiyo (Giappone)
- Foreste sempreverdi subtropicali di Taiwan (Taiwan)

#### Malesia, Indonesia e Filippine
- Foreste pluviali montane del Borneo
- Foreste pluviali montane di Giava orientale-Bali
- Foreste pluviali montane di Luzon
- Foreste pluviali montane di Mindanao
- Foreste pluviali montane della penisola malese
- Foreste pluviali montane di Sulawesi
- Foreste pluviali montane di Sumatra
- Foreste pluviali montane di Giava occidentale

### Europa
Le uniche formazioni di laurisilva dell'Europa continentale si trovano nelle regioni affacciate sul Mar Mediterraneo e sul Mar Nero. Importanti esempi si riscontrano nell'estremità meridionale della penisola iberica all'interno del Parco naturale Los Alcornocales. Ma su tutti i litorali del bacino del Mediterraneo si trovano lembi relitti di laurisilva, in particolare nel Italia meridionale compresa la Sicilia, nei Balcani e finanche su alcune isole del mar Egeo.

### Oceania

#### Nuova Guinea
- Foreste pluviali montane della Cordigliera Centrale (Indonesia, Papua Nuova Guinea)
- Foreste pluviali montane della penisola di Huon (Papua Nuova Guinea)
- Foreste pluviali montane di Nuova Britannia-Nuova Irlanda (Papua Nuova Guinea)
- Foreste pluviali montane della Nuova Guinea settentrionale (Indonesia, Papua Nuova Guinea)
- Foreste pluviali montane del Vogelkop (Indonesia)